# 布勒伊蓬
布勒伊蓬（法語：Breuilpont，法語發音：[bʁœjpɔ̃]）是法国厄尔省的一个市镇，属于埃夫勒区。

## 地理
布勒伊蓬（48°57'48"N, 1°25'35"E）面积12.21 平方千米，位于法国诺曼底大区厄尔省，该省份为法国北部内陆省份，北起滨海塞纳省，西接奧恩省和卡爾瓦多斯省，南至厄尔-卢瓦省，东临瓦兹省、瓦兹河谷省和伊夫林省。
与布勒伊蓬接壤的市镇（或旧市镇、城区）包括：比埃伊、埃库尔、默雷、讷伊、克拉旺。

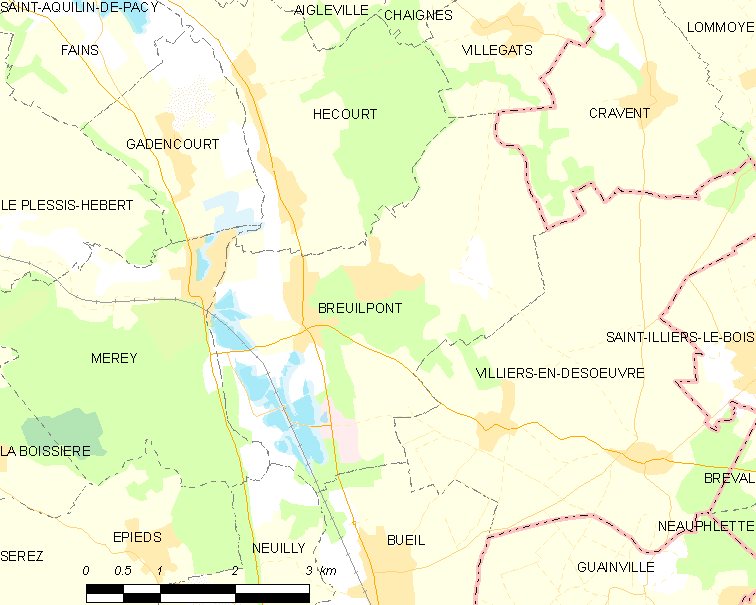
布勒伊蓬的OSM定位图

布勒伊蓬的时区为UTC+01:00、UTC+02:00（夏令时）。

## 行政
布勒伊蓬的邮政编码为27640，INSEE市镇编码为27114。

## 政治
布勒伊蓬所属的省级选区为厄尔河畔帕西县。

## 人口

1962-2008年间布勒伊蓬人口变化图示

布勒伊蓬于2022年1月1日时的人口数量为1212人。